# Мјендзилесје
Мјендзилесје (пољ. Międzylesie) град је у Пољској у Војводству доњошлеском. По подацима из 2012. године број становника у месту је био 2749.

## Становништво
| 1950. | 1960. | 1970. | 2012. |
| ----- | ----- | ----- | ----- |
| 1.929 | 2.209 | 2.537 | 2.749 |

## Партнерски градови
- Лоне
- Кралики